# Corda (geometria)

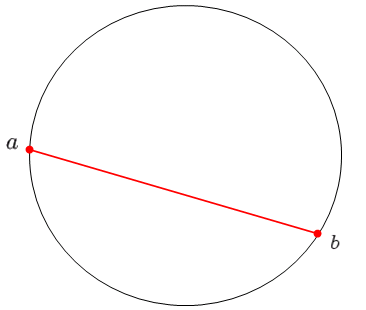
Uma corda.

Em geometria, uma corda é um secante: segmento de reta que inicia e finda em dois pontos de uma seção cônica.

## Na Circunferência
Quando a corda numa circunferência coincide com o seu centro, recebe um nome particular chamado de diâmetro. Se um raio, antes de tocar a circunferência de seu círculo, toca uma corda em seu ponto médio recebe o nome particular de apótema.

## Comprimento de Corda
Em uma corda, sendo {\displaystyle \theta } o ângulo formado pelas extremidades da corda com origem no centro da circunferência, que contém a corda, o comprimento da corda {\displaystyle c} é dado pela lei dos cossenos:
A área do círculo é igual {\displaystyle \pi .R^{2}.}
{\textstyle {\begin{aligned}c^{2}=2r^{2}-2r^{2}\cos {\theta }\\c=r{\sqrt {2-2\cos {\theta }}}\\c=2r\sin {\frac {\theta }{2}}\,\end{aligned}}}
Quando se conhece a distancia que vai do centro da circunferencia ao centro da corda,( que designamos de d ), o comprimento da corda calcula-se utilizando o teorema de Pitágoras onde um cateto é metade da corda (que vamos designar x), a distancia de outro cateto e o raio da circunferência é a hipotenusa. Assim sendo,
{\displaystyle {\begin{aligned}x={\sqrt {r^{2}-d^{2}}}\\\end{aligned}}}
Conhecido o valor x, o valor da corda é igual ao dobro de x,
ou seja
{\displaystyle {\begin{aligned}c=2x\\\end{aligned}}}
OBS : Diâmetro é a maior corda
Corda({\displaystyle \theta }) = D.Sen({\displaystyle \theta }/2)
D=Diâmetro